# Estação Senhora da Hora
A Estação Senhora da Hora é uma interface ferroviária do Metro do Porto, que serve a localidade de Senhora da Hora, no Município de Matosinhos, em Portugal. Sucede à antiga Estação Ferroviária de Senhora da Hora, das Linhas da Póvoa e Guimarães.

## História
A 28 de abril de 2001, o troço de caminho-de-ferro entre a Trindade e Senhora da Hora assim como o edifício principal da Estação Ferroviária de Senhora da Hora encerraram ao público, (tendo a gare sido transportada 50 metros para norte no local onde se situa actualmente o a entrada do túnel rodoviário), para reconversão em bitola internacional para futura exploração a cargo da Metro do Porto. O restante traçado (linhas da CP para a Póvoa de Varzim e para Guimarães), também entregue à mesma empresa, só foi encerrado a 23 de Fevereiro de 2002.
Já no século XXI, entre 2001 e 2002, a antiga estação foi remodelada e tornou-se numa das principais estações do Metro do Porto; no edifício principal foram colocadas a Loja Andante, nas antigas bilheteiras e uma sala das máquinas e uma sala de convívio e descanso para os maquinistas, no resto do edifício. O velho barracão de madeira das mercadorias viria a arder em Março de 2007.
A actual estação do metro situa-se a 110 metros do antigo edifício, tendo três vias de circulação e dois pequenos e obsoletos abrigos. É umas das 10 estações mais frequentadas da rede de metro. Está previsto a colocação de uma cobertura transparente sobre os actuais cais de embarque e a possibilidade do enterramento da estação.
Actualmente é servida por 5 linhas de metropolitano: a Linha A,B,C,E e F.
- Linha A: Senhor de Matosinhos - Estádio do  Dragão
- Linha B: Póvoa de Varzim - Estádio do Dragão
- Linha C: ISMAI - Campanhã
- Linha E: Aeroporto - Estádio do Dragão
- Linha F: Senhora da Hora - Fânzeres

## AutocarrosSTCP
Linhas que passam nesta estação:
- 506 Hospital S. João ⇆ Matosinhos (Mercado)